# Нова Надія (село)
Нова Надія (до 2025 року — Надеждівка) — село в Україні, в Новопільській сільській територіальній громаді Криворізького району Дніпропетровської області. Населення — 853 мешканці (перепис 2001).

## Географія
Село примикає до села Братсько-Семенівки, на відстані 1 км розташовані село Шевченкове і селище Пичугине. Поруч проходить залізниця, станція Пічугіно за 1,5 км.

## Населення

### Мова
Розподіл населення за рідною мовою за даними перепису 2001 року:
| Мова            | Відсоток |
| --------------- | -------- |
| українська      | 90,7 %   |
| російська       | 8,7 %    |
| інші/не вказали | 0,6 %    |

## Економіка
- «Гірник», агрофірма, ТОВ.
- ТОВ «Друїди».
- ТОВ «Елвіш».

## Соціальна сфера
- Школа.
- Будинок культури.
- Дитячий садочок

## Пам'ятки
Поблизу села розташований дендрологічний парк місцевого значення Саксагань.